# Samuel Vance
Samuel Goodwin "Sam" Vance (30. marts 1879 - 16. maj 1947) var en canadisk skytte som deltog i OL 1920 i Antwerpen og 1924 i Paris.
Vance vandt en sølvmedalje i skydning under OL 1924 i Paris. Han kom på en andenplads i holdkonkurrencen i lerdueskydning-konkurrencen. De andre på holdet var George Beattie, James Montgomery, John Black, William Barnes og Samuel Newton.